# Гетьманці
Ге́тьманці (у минулому — Гаюса-Гетьманський, Штрассенфельд) — село в Україні, у Степанівській сільській громаді Роздільнянського району Одеської області. Населення становить 10 осіб (2018).

## Історія
В 1856 році на Гетьманському хуторі поміщика Гаюса було 8 дворів.
Станом на 20 серпня 1892 року при хуторі Гетьманському 1-го стану були землеволодіння (3329 десятин, 1038 сажнів) Гаюса Костянтина Івановича (спадковий дворянин).
У 1896 році на хуторі Гетьманці Новопетрівської волості Тираспольського повіту Херсонської губернії, було 20 дворів, у яких мешкало 128 людей (60 чоловік і 68 жінок); при хуторі Парканському.
На 1 січня 1906 року на хуторі Гетьманці (Гаюса-Гетьманський) Новопетрівської волості Тираспольського повіту Херсонської губернії, яке розташоване на лівому відвершку Кучургана, були десятинники при економії барона П. А. Клодта фон-Юргенсбурга; проживали малороси й німці; існували колодязі та став; 15 дворів, в яких мешкало 86 людей (43 чоловіків і 43 жінок). 
У 1916 році на хуторі Гетьманці Новопетрівської волості Тираспольського повіту Херсонської губернії, мешкало 126 людей (56 чоловік і 70 жінок).
Станом на 28 серпня 1920 р. на хуторі Гетьманці Ново-Петрівської (Савицької) волості Тираспольського повіту Одеської губернії, було 30 домогосподарств. Для 20 домогосподарів рідною мовою була українська, 8 — німецька, 1 — єврейська, 1 — не вказали. На хуторі 166 людей наявного населення (88 чоловіків і 78 жінок). Родина домогосподаря: 83 чоловіка та 74 жінки (родичів 4 і 4 відповідно, а також 1 найманий працівник). Тимчасово відсутні: солдати Червоної Армії — 3 чоловіків, на заробітках — 1 жінка.

## Населення
Згідно з переписом УРСР 1989 року чисельність наявного населення села становила 34 особи, з яких 16 чоловіків та 18 жінок.
За переписом населення України 2001 року в селі мешкали 24 особи.

### Мова
Розподіл населення за рідною мовою за даними перепису 2001 року:
| Мова       | Відсоток |
| ---------- | -------- |
| українська | 87,50 %  |
| молдовська | 8,33 %   |
| російська  | 4,17 %   |